# Ellen Shipman
Ellen Biddle Shipman (5 de noviembre de 1869 - 27 de marzo de 1950) fue una arquitecta y paisajista estadounidense; conocida por sus jardines formales y su estilo en la elaboración de jardines frondosos. Junto con Beatrix Farrand y Marian Cruger Coffin influenciaron el diseño paisajístico y conformaron la primera generación en ingresar a un rubro reservado para el sexo masculino.
En 1938, Shipman comentó al The New York Times respecto a la dominación del hombre en esta área: "Antes de que las mujeres se afianzaran en la profesión, los arquitectos paisajistas hacían aquello que llamó 'trabajo de cementerio'".
Shipman prefirió considerar el uso de plantas como "si estuviera pintando como un artista". A la fecha muy pocos de sus trabajos aún permanecen debido al exhaustivo trabajo de conservación. Sin embargo, algunos espacios continúan en preservación, incluyendo los Jardines de Sarah P. Duke en la Universidad Duke, a veces citado como uno de los más bellos campus universitarios de Norteamérica.
Tras su muerte, el 27 de marzo de 1950, fue sepultada en Plainfield, Nuevo Hampshire.
En 1998, Judith B. Tankard escribió el libro "The Gardens of Ellen Biddle Shipman", donde describe la vida de Ellen Shipman, mujer que ha contribuido mucho al desarrollo del diseño del paisaje en América entre 1914 y 1965. Este libro hace referencia a Ellen Shipman diseñando más de 650 jardines y entre sus clientes están los Ford, Astors y Du Pont.

## Primeros años
Ellen Biddle nació en Filadelfia, pasó su infancia en Texas y el territorio de Arizona. Su padre, Coronel James Biddle, fue un oficial de la Armada, asentado en la frontera oeste. Cuando la seguridad de su familia se vio empañada, decidió trasladarlos a la granja de los McGowan en Elizabeth, Nueva Jersey. Ellen asistió un internado en Baltimore, Maryland, en donde se interesó en las artes; y para sus veinte años de edad ya había comenzado a realizar bosquejos de diseños de jardines.
Cuando ingresó a un anexo de Harvard, Radcliffe College, conoció a un dramaturgo que asistía a Harvard llamado Louis Shipman. Al año, cuando ambos dejaron la universidad, se casaron y se mudaron a Plainfield, Nuevo Hampshire, cerca de la Colonia Artística Cornish (Cornish Art Colony). 
Se dice que aquella colonia fue ajardinada por artistas que no eran arquitectos paisajistas, pero que a través de su visión artística y su ojo para la estética, construyeron los jardines del lugar basados en simples figuras geométricas. Esto, fue una fuente de inspiración para Ellen, del cual le valió para la creación del estilo de sus jardines- un estilo que no pasa de ser percibido. 

## Reconocimiento público

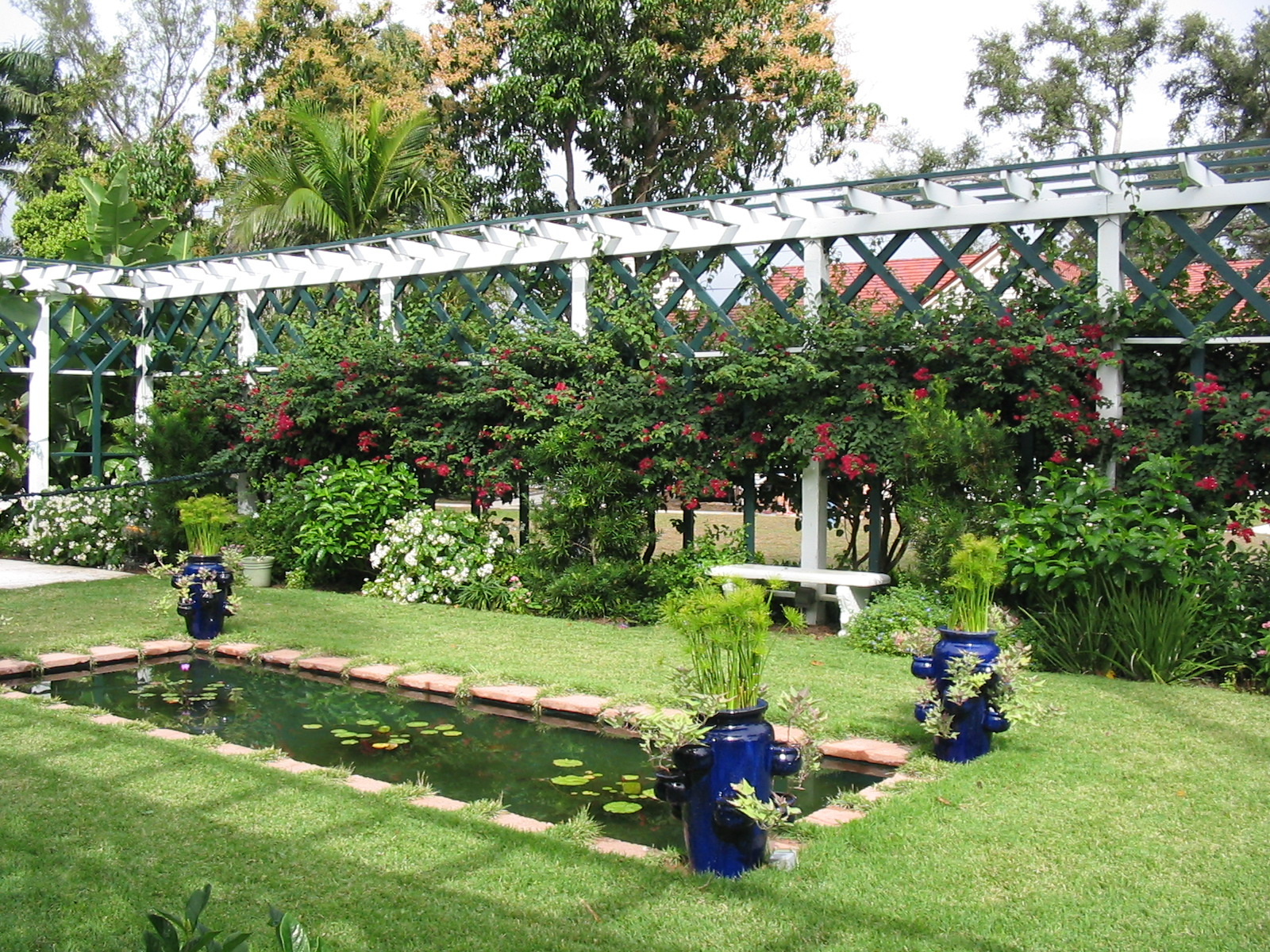
Moonlight Garden, Edison y Ford Winter Estates, Fort Myers, Florida, EE. UU. diseñado por Ellen Biddle Shipman para Mina Miller Edison.

Los jardines de Shipman aparecen a menudo en revistas. En 1933, House & Garden la llamó "la decana femenina de las arquitectas paisajistas". Dio conferencias en varias oportunidades, y culminó más de 400 proyectos. Sus archivos se encuentran disponibles en la Universidad Cornell. 
Se dice que durante sus cuarenta años que practicó la arquitectura paisajista, Shipman sólo contrataba a graduadas de la Escuela Lowthorpe de Arquitectura Paisajista, Jardinería y Horticultura para Mujeres. A pesar de que no se sabe con exactitud el porqué de su práctica para contratar, se dice que se debe que en aquella época las mujeres no eran consideradas para participar como aprendices en oficios masculinos.